# Бонфонтен
Бонфонтен (фр. Bonnefontaine) насеље је и општина у источној Француској у региону Франш-Конте, у департману Јура која припада префектури Лон ле Соније.
По подацима из 2011. године у општини је живело 96 становника, а густина насељености је износила 10,91 становника/km². Општина се простире на површини од 8,80 km². Налази се на средњој надморској висини од 580 метара (максималној 745 m, а минималној 534 m).

## Демографија
| 1962. | 1968. | 1975. | 1982. | 1990. | 1999. | 2011. |
| ----- | ----- | ----- | ----- | ----- | ----- | ----- |
| 73    | 107   | 86    | 97    | 98    | 84    | 96    |

График промене броја становника у току последњих година